# Метод Пиявского
Метод Пиявского - метод нахождения глобального минимума (максимума)  липшицевой функции, заданной на  компакте. Прост в реализации и имеет достаточно простые условия сходимости. Подходит для широкого класса функций, производную которых, например, мы можем ограничить.

## Идея метода
Пусть функция {\displaystyle f(x)}, заданная на {\displaystyle \left[a,b\right]}, удовлетворяет условию Липшица:
{\displaystyle \mid f(x_{2})-f(x_{1})\mid \leq L\|x_{2}-x_{1}\|}.
Из условий Липшица очевидным образом вытекает двухстороннее неравенство, которое ограничивает ожидаемое поведение функции.
{\displaystyle f_{i}-L\|x-x_{i}\|\leq f(x)\leq f_{i}+L\|x-x_{i}\|}, 
где {\displaystyle f_{i}}, точка, в которой произведено измерение.
Пусть проведено несколько испытаний {\displaystyle x_{1},x_{2},...,x_{k}\rightarrow f_{1},f_{2},...,f_{k}}.
Функцию {\displaystyle f_{k}^{-}(x)=\max _{i={\overline {1,k}}}^{}\left\{f_{i}-L\|x-x_{i}\|\right\}} назовем минорантой, а {\displaystyle f_{k}^{+}(x)=\min _{i={\overline {1,k}}}^{}\left\{f_{i}+L\|x-x_{i}\|\right\}} - мажорантой.
Графически представляют собой ломаные, поэтому метод Пиявского часто так же называют методом ломаных.
Очевидно, что они ограничивают функцию с двух сторон: {\displaystyle f_{k}^{-}(x)\leq f(x)\leq f_{k}^{+}(x)}
Обозначим {\displaystyle f_{k}^{*}=\min _{i={\overline {1,k}}}^{}\left\{f_{i}\right\}}. Глобальный минимум функции {\displaystyle f(x^{*})} может быть оценен:
{\displaystyle \min _{x\in \left[a,b\right]}^{}\left\{f_{k}^{-}(x)\right\}\leq f(x^{*})\leq f_{k}^{*}}
Сделав указанный "коридор" меньше наперед заданного {\displaystyle \varepsilon }, можно отыскать глобальный минимум функции. Метод Пиявского на каждом шаге производит новое испытание функции {\displaystyle f_{i+1}}, корректируя при этом миноранту и текущую оценку глобального минимума. Испытания проводятся в точке минимума текущей миноранты.

## Алгоритм
1. Задаем (или оцениваем) константу Липшица {\displaystyle L>0}, точность {\displaystyle \varepsilon >0}, и {\displaystyle k_{0}} - количество начальных испытаний.
2. Проводим эти испытания в любых различных точках на компакте {\displaystyle K}. {\displaystyle x_{1},x_{2},...,x_{k}\rightarrow f_{1},f_{2},...,f_{k}}. {\displaystyle k:=k_{0}}
3. {\displaystyle f_{k}^{*}=\min _{i={\overline {1,k}}}^{}\left\{f_{i}\right\}}. Можно просто сравнивать со значением на предыдущей итерации.
4. {\displaystyle x_{k+1}=arg\min _{x\in \Pi _{k}}^{}f_{k}^{-}(x)}, где {\displaystyle \Pi _{k}=\left\{x\in K:f(x)\leq f_{k}^{*}\right\}}.
5. Если {\displaystyle f_{k}^{*}-f_{k}^{-}(x_{k+1})\leq \varepsilon } - остановка. Минимум найден в точке {\displaystyle x_{k+1}}.
6. Проводится испытание {\displaystyle f_{k+1}=f(x_{k+1})}. {\displaystyle k:=k+1}. Корректируется миноранта. Возврат на шаг 2.

## Теорема сходимости
Пусть {\displaystyle K} - компакт. {\displaystyle f(x)} - липшицева, с константой {\displaystyle L>0}, {\displaystyle \varepsilon >0}. Тогда при любом способе размещения начальных точек {\displaystyle x_{1},x_{2},...,x_{k}\in K}, метод Пиявского остановится через конечное число шагов {\displaystyle N(f)}, причем {\displaystyle f_{k}^{*}-f(x^{*})\leq \varepsilon }.